# Barbus niokoloensis
Barbus niokoloensis es una especie de peces de la familia de los Cyprinidae en el orden de los Cypriniformes.

## Morfología
Los machos pueden llegar alcanzar los 4,7 cm de longitud total.

## Hábitat
Es un pez de agua dulce.

## Distribución geográfica
Se encuentra en los ríos  Gambia,  Bafing (un afluente del río Senegal en Guinea) y  Corubal. 